# Risci-Peulh
Ne doit pas être confondu avec Risci-Mossi.
Risci-Peulh est une localité située dans le département de Tangaye de la province du Yatenga dans la région Nord au Burkina Faso.

## Géographie
Risci-Peulh se distingue du village voisin de Risci-Mossi – distant de quelques centaines de mètres à l'ouest mais localisé dans le département de Ouahigouya – par sa population historiquement Peulh. Le village se trouve à 2,5 km au sud-est de Tangaye, le chef-lieu du département, et à environ 14 km au sud-ouest de Ouahigouya.

## Santé et éducation
Le centre de soins le plus proche de Risci-Peulh est le centre de santé et de promotion sociale (CSPS) de Tangaye tandis que le centre hospitalier régional (CHR) se trouve à Ouahigouya.